# Costa del Maresme

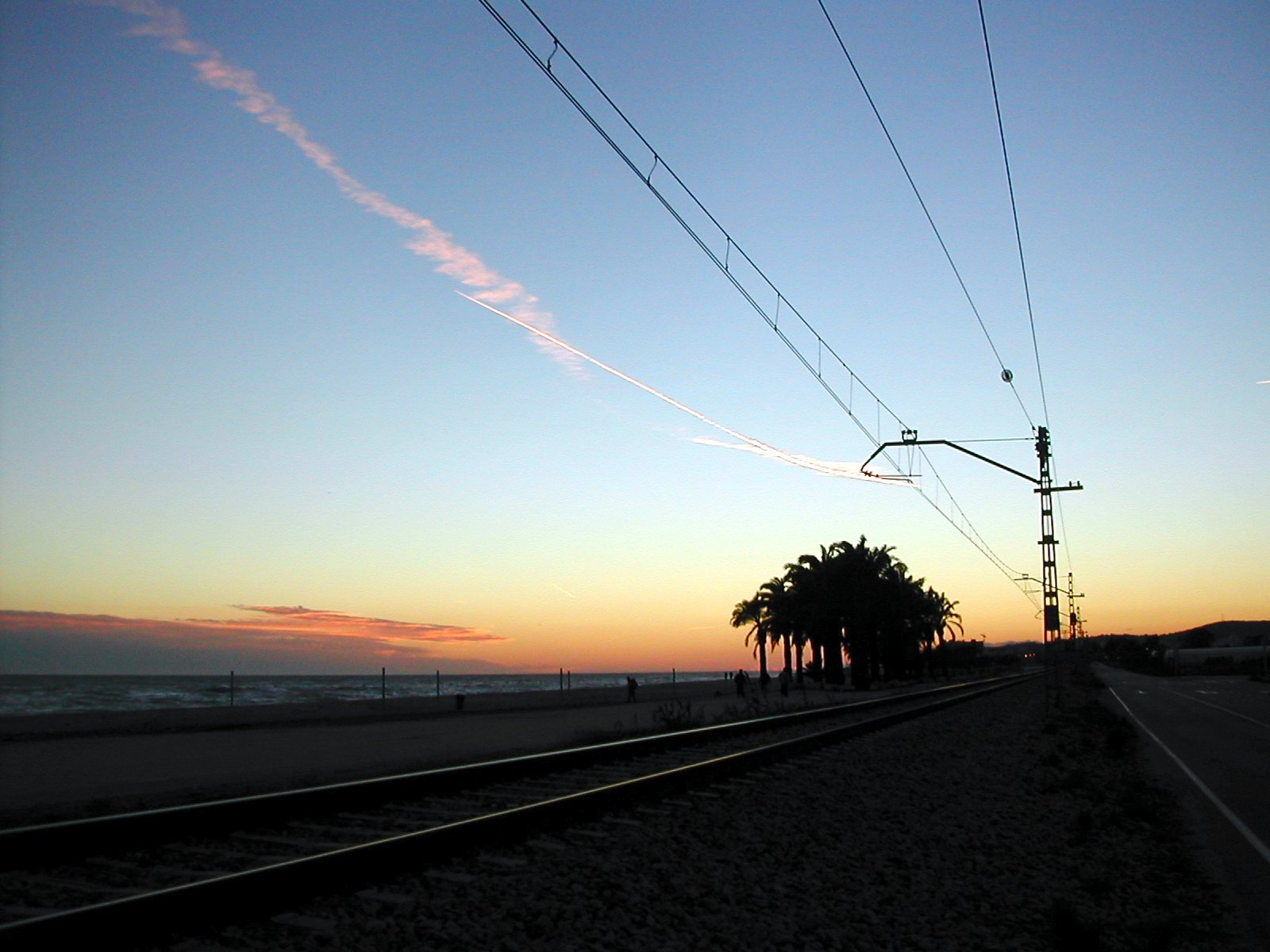
Zachód słońca na plaży w Santa Susanna

Costa del Maresme (pol. Wybrzeże Maresneńskie) – region turystyczny w północno-wschodniej Hiszpanii (w granicach administracyjnych Katalonii), rozciągający się wzdłuż wybrzeża Morza Śródziemnego. Termin Costa del Maresme pochodzi od nazwy comarki, w której położony jest ten odcinek wybrzeża (comarki Maresme). W szerszym ujęciu Costa del Maresme stanowi fragment (południową część) Costa Brava. Występuje tu łagodny klimat śródziemnomorski.

## Przynależność administracyjna
Costa del Maresme jest w całości zlokalizowana w granicach administracyjnych comarki Maresme i Prowincji Barcelona we wspólnocie autonomicznej Katalonii.

## Granice
Costa del Maresme obejmuje około 40-kilometrowy fragment wybrzeża na południe od ujścia rzeki Tordera do Morza Śródziemnego (na południe od Blanes) do ujścia rzeki Besòs do Morza Śródziemnego (na południe od Badalony). Jego obszar stanowią rozległe i szerokie plaże (o nawierzchni z gruboziarnistego piasku, a także żwiru), liczne wzgórza, strome klify, zatoczki, piniowe i dębowe lasy, gaje oliwne oraz winnice.

## Gospodarka
Od lat 70. XX wieku głównym źródłem dochodów tutejszych mieszkańców są wpływy z szeroko pojętej działalności turystycznej. Obok hoteli różnej kategorii, bazę noclegową uzupełniają kempingi. Oprócz tradycyjnego rolnictwa, uprawia się tutaj winorośl, kwiaty i warzywa. Funkcjonuje również przemysł włókienniczy (głównie dziewiarski). Największy i najważniejszy port morski znajduje się w Arenys de Mar, które ponadto stanowi główne centrum rybołówstwa i wędkarstwa.

## Komunikacja
Komunikację - zarówno z Barceloną, jak i wzdłuż wybrzeża - zapewniają linie kolejowe R1 oraz RG1, obsługiwane przez Rodalies de Catalunya. Połączenie drogowe z Barceloną zapewnia płatna autostrada C-32 (na tym odcinku nazywana Autopista del Maresme), a także droga krajowa N-II (Carretera Nacional N−II).

## Kurorty
- Malgrat de Mar
- Santa Susanna
- Pineda de Mar
- Calella
- Sant Pol de Mar
- Canet de Mar
- Arenys de Mar
- Caldes d'Estrac
- Mataró
- Premià de Mar
- Vilassar de Mar
- El Masnou
- Montgat

## Najważniejsze plaże
W 2014 na Costa del Maresme kategorię Błękitnej Flagi posiadało łącznie 8 plaż:
- Platja de Malgrat (Centre) w Malgrat de Mar
- Platja del Astillero w Malgrat de Mar
- Platja de Pineda (Pescadors-La Riera) w Pineda de Mar
- Platja Gran de Calella w Calellii
- Platja de Garbí w Calellii
- Platja de Sant Pol w Sant Pol de Mar
- Platja de Canet w Canet de Mar
- Platja Dels tres Micos w Caldes d'Estrac

## Porty i przystanie
- Port d'Arenys de Mar
- Port d'en Balis
- Consorci del Port de Mataró w Mataró
- Port de Premià
- Port del Masnou